# Роберт Міллс (веслувальник)
Роберт Міллс (англ. Robert Mills, 9 грудня 1957) — канадський академічний веслувальник.
Бронзовий призер Олімпійських Ігор 1984 року в одиночці, учасник 1988 року.
Чемпіон світу 1985 року в складі парної четвірки, бронзовий призер 1986 року в складі парної четвірки.